# Aleksandr Awierkin
Aleksandr Pietrowicz Awierkin, ros. Александр Петрович Аверкин (ur. 10 lutego 1935 w Szaftorce, zm. 6 sierpnia 1995 w Moskwie) – radziecki kompozytor i harmonista. Zasłużony Działacz Sztuk Federacji Rosyjskiej (1994), a także Zasłużony Działacz Sztuk Mordwińskiej ASSR (1976).

## Życiorys
Aleksandr Awierkin urodził się 10 lutego 1935 roku we wsi Szaftorka. W 1936 przeprowadził się z rodzicami do Moskwy. Jego ojciec – Piotr Jegorowicz Awierkin – zginął podczas bitwy pod Moskwą. Jego matką była Anna Aleksiejewna.
Ukończył szkołę zawodową i pracował jako ślusarz w Ogólnorosyjskim Centrum Wystawowym. Był czołgistą w 2 Gwardyjskiej Dywizji Zmechanizowanej.
W latach 1952 – 1954 pracował jako harmonista akompaniator. W latach 1959 – 1961 uczęszczał do Szkoły Muzycznej im. Gniesinych.
Od 1968 był członkiem Związku Kompozytorów ZSRR.
Został pochowany na Cmentarzu Kuncewskim w Moskwie.

## Życie prywatne
W latach pięćdziesiątych żył w małżeńskie cywilnym z Ludmiłą Zykiną.
Miał dwóch nieślubnych synów, a także córkę, której matką była piosenkarka Lubow Kuźmiczowa.
Następną jego żoną była Galina Wasiliewna Awierkina.

## Twórczość

### Opery i operetki
- 1963: Pieczorskie zori (Печорские зори)[11]

### Koncerty
- 1972: Koncert dla bałałajki z orkiestrą instrumentów ludowych[11]
- 1974: Koncert dla bajana z orkiestrą instrumentów ludowych[11]

## Upamiętnienie
W miastach Sasowo i Jałta znajdują się ulice Aleksandra Awierkina.